# هيلين تشرشل كاندي
هيلين تشرشل كاندي (5 أكتوبر 1858-23 أغسطس 1949) كاتبة، وصحفية، ومصممة ديكور، ونسوية، وعالمة جغرافيا أمريكية. اشتهرت في وقتنا الحالي كونها إحدى الناجيات من غرق سفينة آر إم إس تيتانيك في عام 1912، ولعملها لاحقًا ككاتبة رحلات ومستكشفة لجنوب شرق آسيا.

## حياتها المهنية
كانت كاندي ناشطة نسوية، واتضح ذلك من كتابها الأول والأكثر مبيعًا، كيف يمكن للمرأة أن تكسب لقمة العيش (1900). كان كتابها الثاني، رومانسية أوكلاهوما عام 1901، رواية شجعت احتمالات الاستيطان في إقليم أوكلاهوما.
انتقلت كاندي، وهي شخصية أدبية بارزة، إلى واشنطن العاصمة، حيث أصبحت واحدة من أوائل مصممي الديكور الداخلي المحترفين. كان من بين عملائها وزير الحرب آنذاك هنري ستيمسون والرئيس ثيودور روزفلت. جسد كتاب كاندي، الأنماط والفترات الزخرفية (1906)، مبادئها في التصميم: البحث التاريخي الدقيق والأصالة المطلقة.
أثناء وجودها في واشنطن، سعت كاندي أيضًا إلى حياة اجتماعية نشطة، فخدمت في العديد من المجالس المدنية وشاركت في السياسة الديمقراطية. ومع ذلك فقد تنوع أصدقاؤها، من المصلح الليبرالي وليام جيننغز بريان إلى السيدة الأولى المحافظة المتطرفة هيلين هيرون تافت. كانت صداقتها مع الزوجين تافت طويلة الأمد، على الرغم من اختلاف آرائهم حول حقوق المرأة. كانت أيضًا قريبة من الرئيس ثيودور روزفلت وزوجته؛ شاركت كاندي في لجانٍ للديكور أهمها لجنتين لعائلة روزفلت، الأولى (عام 1907) لاختيار زوج من كراسي لويس السادس عشر للسيدة الأولى، والأخرى استشارة عامة بالشراكة مع المهندس المعماري ناثان سي. ويث لإعادة تصميم الجناح الغربي في البيت الأبيض (عام 1909).
كانت كاندي عضوًا في مجلس أمناء معرض كوركوران للفنون، وعضوًا في كل من الجمعية الأثرية والاتحاد الأمريكي للفنون، وعضو مجلس إدارة فرع واشنطن في الجمعية الوطنية لحق المرأة في الاقتراع. في سنواتها الأولى كصحفية، كتبت كاندي قصصًا خيالية للمجلات التقليدية التي تهتم بالمرأة مثل غود هاوسكيبن، وهاربر بازار، وجريدة ذا ليدز هوم، ووومن هوم كومبانيون. ظهرت مقالاتها اللاحقة، التي ركزت على الفن والثقافة والتصميم، في أميركان هومز، وأميركان ماغزين أوف آرت، وإنترناشونال استديو. ساهمت كاندي أيضًا في العديد من المجلات الأدبية والسياسية الرائدة في ذلك اليوم: أتلانتك الشهرية، وذا سنشري، وفورام، ومتروبوليتان، وسكريبنر.
ألفت ثمانية كتب -أربعة منها عن الفنون الزخرفية، واثنان عن الرحلات، وواحد تعليمي، والآخر رواية. كان كتاب المنسوجات عام 1912 من أكثر كتب كاندي مبيعًا، والذي نُشر في العديد من الطبعات.

## على متن التيتانيك
كانت كاندي تسافر في أوروبا في ربيع عام 1912، لتكمل البحث عن كتاب المنسوجات، عندما تلقت برقية من ابنتها إديث، تفيد بأن ابن كاندي، هارولد (هاري)، قد أصيب في حادث. من باريس، حجزت كاندي على عجل على متن سفينة المحيط الفاخرة الجديدة آر إم إس تيتانيك لتعود إلى الوطن. في الرحلة، تواصلت مع مسافرين بارزين آخرين، مثل المساعد العسكري للرئيس تافت، والرائد أرشيبالد بوت، والعقيد غرايسي، والرسام فرانسيس ديفيس ميليت.
نظرًا لعدم السماح بالأمتعة والأغراض الشخصية على متن قوارب النجاة، أعطت كاندي قطعتين ثمينتين، منمنمة عاجية منقوشة لأمها وقارورة صغيرة من البراندي، إلى صديقها، المهندس المعماري النيويوركي إدوارد أوستين كينت ليضعها في جيبه. استعادوها في وقت لاحق من رفاته الطافية، وفي عام 2006  بيعت في مزاد بنحو 80 ألف دولار للمدلاة و40 ألف دولار للقارورة. تمكنت كاندي من ركوب قارب النجاة رقم 6 لكنها سقطت وكسرت كاحلها أثناء ذلك. وكان على متنه أيضًا راكبة من الدرجة الأولى هي مارغريت براون (المعروفة أيضا باسم مولي براون غير القابلة للغرق)، وكلتاهما جدفتا في قارب النجاة.
قدمت كاندي بعد ذلك مقابلة قصيرة حول تجربتها في جريدة واشنطن هيرالد وكتبت مقالًا مفصلًا عن الكارثة في مجلة كوليير الأسبوعية. كانت قصة الغلاف هذه واحدة من أولى روايات شهود العيان المتعمقة عن الغرق التي نُشرت في مجلة كبرى. لمح المقال إلى تورطها عاطفيًا مع راكب مجهول الهوية، يُعتقد أنه واحد من اثنين من مرافقيها في الطريق، المهندس المعماري في نيويورك إدوارد أوستين كينت والمستثمر في لندن هيو وولنر.
تطلبت إصابة كاندي في تيتانيك منها المشي بعصا لمدة عام تقريبًا، ولكن بحلول مارس 1913، كانت قادرة على الانضمام إلى الفارسات النسويات الأخريات في موكب «صوتوا للمرأة» أسفل شارع بنسلفانيا (واشنطن العاصمة)، وركبت حصانها على رأس الموكب الذي بلغ ذروته على درجات الكابيتول هيل.

## وصلات خارجية
- مؤلفات هيلين تشرشل كاندي في مشروع غوتنبرغ
- أعمال أو نبذة عن هيلين تشرشل كاندي على أرشيف الإنترنت